# Atropacarus maculosus
Atropacarus maculosus är en kvalsterart som först beskrevs av Wojciech Niedbała 1983.  Atropacarus maculosus ingår i släktet Atropacarus och familjen Phthiracaridae. Inga underarter finns listade.